# 51ª legislatura della Confederazione Svizzera
La 51ª legislatura della Confederazione Svizzera è stata in carica dal 2 dicembre 2019 al 4 dicembre 2023. Nell'ordinamento svizzero, la legislatura è formalmente prevista solo per il Consiglio nazionale, mentre l'elezione dei membri del Consiglio degli Stati è regolata a livello cantonale.

## Consiglio federale
I presidenti, vicepresidenti e i membri del Consiglio federale furono i seguenti:

### Presidenti e vicepresidenti
| Periodo                            | Presidente          | Vicepresidente      |
| ---------------------------------- | ------------------- | ------------------- |
| 1º gennaio 2019 - 31 dicembre 2019 | Ueli Maurer         | Simonetta Sommaruga |
| 1º gennaio 2020 - 31 dicembre 2020 | Simonetta Sommaruga | Guy Parmelin        |
| 1º gennaio 2021 - 31 dicembre 2021 | Guy Parmelin        | Ignazio Cassis      |
| 1º gennaio 2022 - 31 dicembre 2022 | Ignazio Cassis      | Alain Berset        |
| 1º gennaio 2023 - 31 dicembre 2023 | Alain Berset        | Viola Amherd        |

### Membri
| Nome                      | Partito | Cantone   | Dipartimento                |
| ------------------------- | ------- | --------- | --------------------------- |
| Viola Amherd              | AdC     | Vallese   | DDPS (2019-2023)            |
| Élisabeth Baume-Schneider | PS      | Giura     | DFGP (2023)                 |
| Alain Berset              | PS      | Friburgo  | DFI (2019-2023)             |
| Ignazio Cassis            | PLR     | Ticino    | DFAE (2019-2023)            |
| Karin Keller-Sutter       | PLR     | San Gallo | DFGP (2019-2022) DFF (2023) |
| Ueli Maurer               | UDC     | Zurigo    | DFF (2019-2022)             |
| Guy Parmelin              | UDC     | Vaud      | DEFR (2019-2023)            |
| Albert Rösti              | UDC     | Berna     | DATEC (2023)                |
| Simonetta Sommaruga       | PS      | Berna     | DATEC (2019-2022)           |

## Consiglio nazionale
Nel corso della legislatura, i presidenti e i vicepresidenti del Consiglio nazionale furono i seguenti:
| Periodo                             | Presidente      | 1º Vicepresidente | 2º Vicepresidente | Presidente decano |
| ----------------------------------- | --------------- | ----------------- | ----------------- | ----------------- |
| 2 dicembre 2019 - 30 novembre 2020  | Isabelle Moret  | Andreas Aebi      | Irène Kälin       | Maya Graf         |
| 1º dicembre 2020 - 29 novembre 2021 | Andreas Aebi    | Irène Kälin       | Martin Candinas   |                   |
| 29 novembre 2021 - 28 novembre 2022 | Irène Kälin     | Martin Candinas   | Eric Nussbaumer   |                   |
| 29 novembre 2022 -                  | Martin Candinas | Eric Nussbaumer   | Maja Riniker      |                   |

## Consiglio degli Stati
Nel corso della legislatura, i presidenti e i vicepresidenti del Consiglio degli Stati furono i seguenti:
| Periodo                             | Presidente              | 1º Vicepresidente       | 2º Vicepresidente         |
| ----------------------------------- | ----------------------- | ----------------------- | ------------------------- |
| 2 dicembre 2019 - 30 novembre 2020  | Hans Stöckli            | Alex Kuprecht           | Thomas Hefti              |
| 1º dicembre 2020 - 29 novembre 2021 | Alex Kuprecht           | Thomas Hefti            | Brigitte Häberli-Koller   |
| 29 novembre 2021 - 28 novembre 2022 | Thomas Hefti            | Brigitte Häberli-Koller | Élisabeth Baume-Schneider |
| 29 novembre 2022 -                  | Brigitte Häberli-Koller | Eva Herzog              | Lisa Mazzone              |